# Nicholas Jonas (album)
Nicholas Jonas er debut solo albummet fra den amerikanske sanger Nick Jonas. Det skulle oprindeligt være udgivet i december 2004, blev udgivelsen blev skubbet tilbage. Albummet fik senere en begrænset udgivelse.
Efter Jonas Brothers skrev kontrakt med Daylight/Columbia Records i 2005, holdt Nick pause fra sin solo karrierer. De udgav deres første album, It’s About Time d. 8. august, 2006. To singler, "Dear God" og "Joy to the World (A Christmas Prayer) ", blev udgiver i efteråret 2004. Albummet havde også tidlige udgaver af senere Jonas Brothers sange, så som ”Time for Me to Fly” og ”When You Look Me in the Eyes”, albummet indeholdte også et cover af Steve Winwoods hit ”Higher Love”.

## Sange
| 1.    | "Dear God"                              | 3:21 |
| 2.    | "Time for Me to Fly"                    | 3:31 |
| 3.    | "Appreciate"                            | 3:08 |
| 4.    | "When You Look Me in the Eyes"          | 3:54 |
| 5.    | "Higher Love"                           | 3:54 |
| 6.    | "Please Be Mine"                        | 4:21 |
| 7.    | "I Will Be the Light"                   | 4:16 |
| 8.    | "Don’t Walk Away"                       | 3:35 |
| 9.    | "Joy to the World (A Christmas Prayer)" | 3:58 |
| 10.   | "Crazy Kind of Crush on You"            | 2:54 |
| 11.   | "Wrong Again"                           | 3:55 |
| 40:37 |                                         |      |